# Дикон, Терренс
Терренс Уильям Дикон (англ. Terrence William Deacon, род. 24.08.1950) — американский нейроантрополог. Доктор философии Гарварда, профессор Калифорнийского ун-та в Беркли.
Окончил Университет Западного Вашингтона (бакалавр), где учился в 1972—1976 годах, также окончил со степенью магистра педагогики Гарвард, где учился в 1977—1978 годах.
Степень доктора философии по биологической антропологии получил в Гарварде в 1984 году (учился с 1978 года).
В 1984—1992 годах преподавал в Гарварде биологическую антропологию.
В 1992—2002 годах преподавал биологическую антропологию в Бостонском университете. В 1992—2000 годах одновременно работал на медфаке Гарварда. В 2001—2002 годах приглашённый профессор в Вашингтонском университете.
С 2002 года профессор биологической антропологии в Калифорнийском ун-те в Беркли.
Автор 2 книг, в частности «Символический вид» (The Symbolic Species), и статей.